# Jamal Al Qabendi
Jamal Yaqoub Al Qabendi (arabe : جمال القبندي) (né le 7 avril 1959 au Koweït et mort le 13 avril 2021) est un footballeur international koweïtien, qui évoluait au poste de défenseur.

## Biographie

### Carrière en sélection
Avec l'équipe du Koweït, il figure dans le groupe des sélectionnés lors de la coupe du monde de 1982 (sans jouer de matchs lors de la phase finale). Il prend toutefois part à trois matchs comptant pour les tours préliminaires de la coupe du monde (éditions 1982 et 1986).
Il participe également à la Coupe d'Asie des nations de 1984, ainsi qu'aux JO de 1980. Son équipe de classe troisième de la Coupe d'Asie 1984.